# Metoda biegunowa
Metoda biegunowa – metoda pomiarów szczegółów terenowych. Polega na wyznaczaniu długości d osi celowej (odległości) od znanego punktu osnowy do punktu zdejmowanego oraz kąta α pomiędzy bokiem osnowy a osią celową.
Do wykonania pomiaru metodą biegunową używa się:
- do pomiaru kątów – teodolitu
- do pomiaru długości – taśmy mierniczej, dalmierza optycznego lub elektronicznego

Przy geodezyjnym pomiarze stanowiskami instrumentu oraz punktami nawiązania mogą być:
- Pozioma osnowa geodezyjna
- Punkty pomiarowej osnowy sytuacyjnej
- Punkty pośrednie na bokach osnów
- Punkty terenowe, których położenie zostało dowiązane do co najmniej dwóch punktów poziomej osnowy

Przy pomiarze szczegółów terenowych II oraz III grupy dokładnościowej, stanowiskami i nawiązaniami mogą być szczegóły terenowe I grupy.
Długość nawiązania nie może być mniejsza niż 40 metrów. Minimalna liczba nawiązań to 2. Wyjątkiem jest pomiar wykonywany z ostatniego punktu ciągu wiszącego, gdy dopuszcza się jeden kierunek nawiązania, ale wówczas należy wykonać pomiar kontrolny na co najmniej jeden szczegół terenowy I grupy o znanych współrzędnych. 
W archeologii metoda pomiarowa służąca do lokalizacji znalezisk w płaszczyźnie pionowej. Wykorzystuje się w niej zarówno pomiary kątów w płaszczyźnie pionowej jak i pomiary odległościowe.